# Marie Güell i Puig
Marie Güell i Puig (Valls, 24 juin 1848 - Cervera, 14 juin 1921) est une religieuse espagnole fondatrice des sœurs missionnaires filles du Cœur de Marie et reconnue vénérable par l'Église catholique.

## Biographie
Elle naît à Valls dans une famille chrétienne et manifeste assez jeune son penchant pour la piété. À 23 ans, elle décide de devenir religieuse et entre le 24 avril 1872 dans la congrégation des sœurs de la charité de Cervera qui desservent l'hôpital de la ville éponyme. Cette communauté suivait le charisme des Filles de la charité de Saint-Vincent-de-Paul. 
Après un an de noviciat, elle prononce ses vœux le 14 novembre 1873. À cette époque, elle s'occupe des victimes de la Troisième Guerre carliste et d'une épidémie de variole  en demandant la permission d'assister directement les malades malgré le risque de contagion. Peu de temps après, la communauté de Cervera fusionne avec les sœurs de la Sainte Famille d'Urgell fondées par Anne Marie Janer i Anglarill mais l'union ne dure pas longtemps puisque la communauté hospitalière se sépare et continue de manière autonome.
Marie Güell souhaite que la communauté s'occupe des malades et des nécessiteux à l'hôpital mais aussi à domicile et prennent en charge l'enseignement des jeunes. À cette fin, elle rassemble des jeunes filles qui commencent à soigner les malades à domicile, donnant ainsi naissance à ce qui sera la congrégation des sœurs de la charité du Cœur Immaculé de Marie. 
Le 14 septembre 1899, l'évêque de Solsona, Ramon Riu Cabanes, approuve leurs constitutions. Ces dernières sont modifiées en 1911 incluant désormais l'exercice de la charité avec les malades et l'éducation des enfants ; elles sont approuvés le 24 avril de la même année par le nouvel évêque Louis Amigó Ferrer. Maria Güell est élue supérieure générale le 17 août 1911, poste qu'elle occupe jusqu'à sa mort le 14 juin 1921. Son corps repose dans la chapelle des sœurs de Cervera. Elle est reconnue vénérable le 6 avril 1998 par Jean Paul II.